# Bungin Tambun III
Bungin Tambun III is een bestuurslaag in het regentschap Kaur van de provincie Bengkulu, Indonesië. Bungin Tambun III telt 485 inwoners (volkstelling 2010).